# لاتام پاراگوئه
لاتام پاراگوئه (انگلیسی: LATAM Paraguay) شرکت هواپیمایی پاراگوئه‌ای است، که در سال ۱۹۶۲ تأسیس شد.